# Carsten Wewers
Carsten Wewers (* 30. September 1974 in Oer-Erkenschwick) ist ein deutscher Politiker. Er ist seit 2015 Bürgermeister der Stadt Oer-Erkenschwick.

## Leben
Carsten Wewers wurde in Recklinghausen geboren und wuchs in der Stadt Oer-Erkenschwick auf. Im Jahr 1994 legte er sein Abitur ab und trat anschließend seinen Zivildienst beim Deutschen Roten Kreuz an. Er studierte Wirtschaftsjura an der Westfälischen Wilhelms-Universität Münster und der Westfälischen Hochschule Gelsenkirchen. Anschließend arbeitete Wewers in einer Wirtschaftsprüfungsgesellschaft und dann in unterschiedlichen Funktionen in Wirtschaft und öffentlicher Verwaltung.
Wewers ist seit 1989 Mitglied der CDU Oer-Erkenschwick und seit 2004 Mitglied des Rates der Stadt. Er wurde 2015 zum ersten Mal als Bürgermeister gewählt. Am 13. September 2020 wurde er dann mit 63,37 % bei einer Wahlbeteiligung von 46,40 % wiedergewählt.
Wewers ist verheiratet und hat zwei Kinder.